# Silvana Blagoeva
Silvana Blagoeva –en búlgaro, Силвана Благоева– (14 de julio de 1972) es una deportista búlgara que compitió en biatlón. Ganó una medalla de plata en el Campeonato Mundial de Biatlón de 1991, en la prueba por equipos.

## Palmarés internacional
| Campeonato Mundial | Campeonato Mundial | Campeonato Mundial | Campeonato Mundial |
| Año                | Lugar              | Medalla            | Prueba             |
| ------------------ | ------------------ | ------------------ | ------------------ |
| 1991               | Lahti (Finlandia)  | Medalla de plata   | Equipo             |